# Лайла Хірвісаарі
Ла́йла Е́ллен Каарі́на Хірвісаа́рі (уроджена Хірвісаарі 1958–2004, в шлюбі Хіетамієс; *7 червня 1938, Виборг (Війпурі), Фінляндія — 16 червня 2021, Гельсінкі, там же) — фінська письменниця та драматургиня. Її творчість включає велику серію романів, а також п'єс і телесеріалів, дія яких відбувається на Карельському півострові, а також у Росії, Індії та Римі. Разом із Урсулою Похйолан-Пірхонен та Каарі Утріо є однією з найвидатніших фінських письменниць, які писали на історичну тематику.
До осені 2008 року було продано понад 4 мільйони примірників книг Хірвісааарі. Попри велику популярність, авторка рідко давала інтерв'ю і навіть тоді дуже мало розповідала про приватне життя.

## Життя і кар'єра
Лайла Хірвісаарі народилась 7 червня 1938 року у Виборзі. Батько Аарне загинув у радянсько-фінській війні, коли Лайлі було лише три роки. 
Лайла Хірвісаарі одружилася з письменником Хейккі Хієтамієсом у 1958 році і взяла його прізвище. Народила трьох доньок: Крістіну (1958 р.н.), Евеліну (1964 р.н.) і Ануліїну (1968 р.н.). Ева Хіетамієс, одна з дочок, також є письменницею та сценаристкою. 
Почала жити окремо від чоловіка в 1985 році; офіційно розлучилася лише 1991-го. 9 грудня 2004 року разом зі своїми трьома двоюрідними сестрами Лайла Хіетамієс повернула своє дошлюбне прізвище і відтоді публікувала свої романи під іменем Лайла Хірвісаарі.
Перший роман Л. Хіетамієс «Місто лип» (Lehmusten kaupunki) був опублікований у 1972 році та розпочав цілу серію романів про Лаппеенранту, сьомий том якої вийшов аж восени 2004 року. У цій романіаді розповідається про місто та його жителів починаючи з 1920-х років. Інша відома серія романів Kannas (1980–1984) розповідає про життя жителів села Суонтаа в Каннасі в 1920–1940-х. Серія включає, серед іншого, опис евакуації у Західну Фінляндію.
Два об'єднаних разом романи Hamina, опублікованих між «Містом лип» і «Каннасом», описують життя людей у маленькому селі та в Гаміні. Цикл з 6-и романів Laatokka (1986–1991) розповідає про Біломорську Карелію та Росію під час революції. Цикл «Соня» (Sonja, 1993–1997) досліджує життя російської дівчини Соні з вищих суспільних верств та її найближчого оточення на рубежі ХХ століття й дає авторський погляд на російську революцію. Серія з 3-х романів «Анні» (Anni) описує маленьке село Метсякюля та яскраве життя його мешканців — як вони спершу опиняються у Виборзі, а після війни у Віролахті.
Лайла Хірвісаарі жила в Лаппее та Лаппеенранті до 1974 року, поки не переїхала до Вуосаарі (Гельсінкі).
Починаючи від 2002 року фонд імені Лайли Хірвісааарі щороку виділяє письменниці-початківиці грант у розмірі 5 000 євро.
Письменниця померла влітку 2021 року.

## Доробок

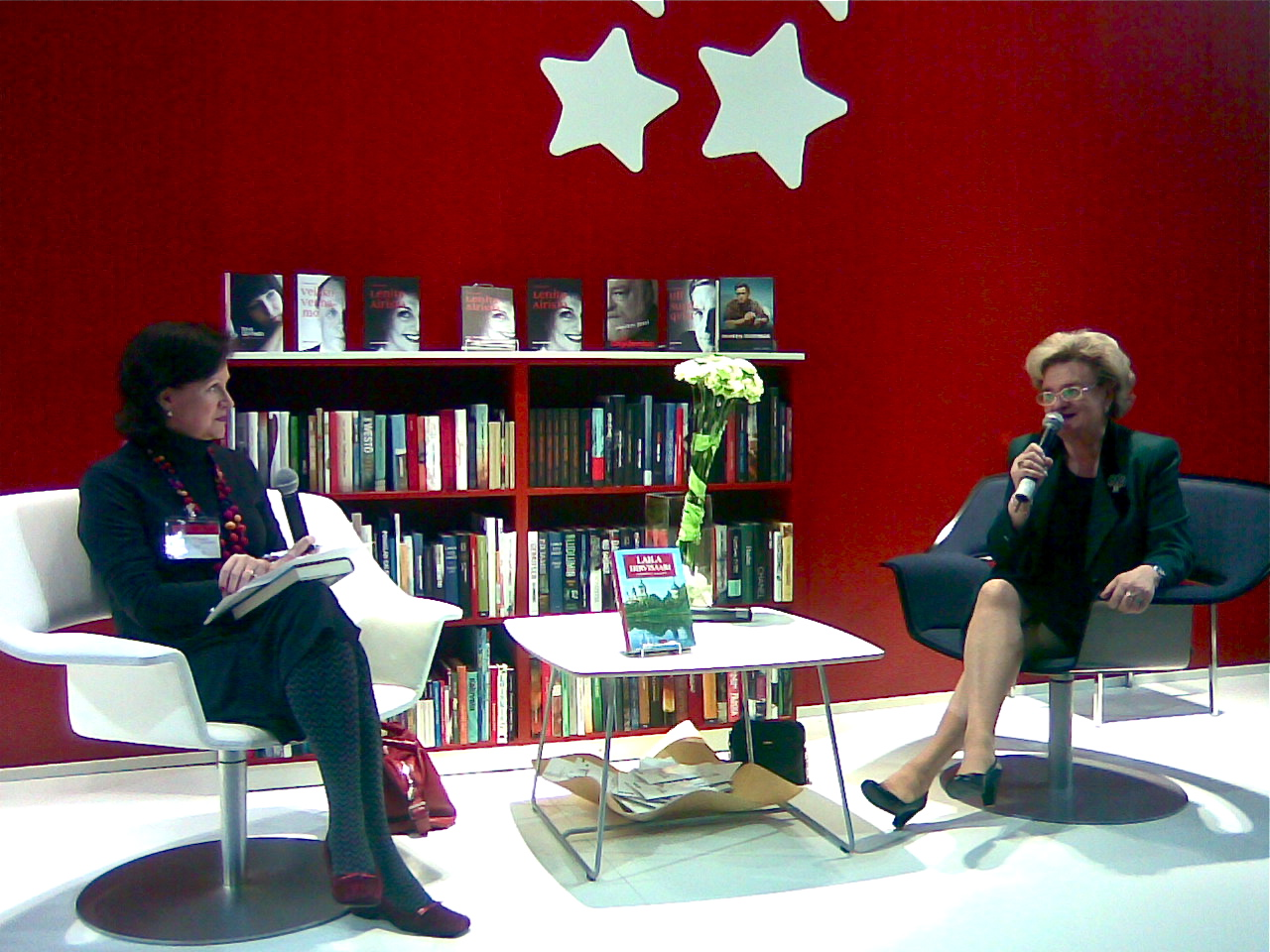
Лайла Хірвісаарі дає інтерв’ю на Гельсінському книжковому ярмарку 2009 року.

Лайла Хірвісаарі опублікувала 41 роман, кілька п'єс, оповідань та інших творів. Свою першу книгу видала 1972 року. Дорогий рідний край (Kallis kotimaa, 2004) став її останнім романом, опублікованим під іменем Лайли Хіетамієс; твори, опубліковані після цього, публікувалися під ім'ям Лайли Хірвісаарі. Книги були опубліковані видавництвом Otava, за винятком повісті «Різдвяний спогад» (Joulumuisto), що вийшла в Gummerus (1985).
Твори Хірвісаарі протягом багатьох років були бестселерами фінської художньої літератури. Наприклад, найбільш продаваним твором у 2004 році став «Дорогий рідний край» (121 600 прим.), в 2009 — «Годинники Пскова» (Pihkovan kellot, 82 400 прим.), у 2011 — «Я, Катаріна» (Minä, Katariina, 83 900 прим.) і в 2013 — «Ми, імператриця» (Me, Keisarinna, 62 800 прим.).
Мільйонну книгу Лайли Хірвісааарі (на той час Хіетамієс) було надруковано в 1982 році, другого мільйона авторка сягнула 1992 року, третього — 2002 і четвертого — 2008.

### Вибрана бібліографія
Романи
| Твір                                | Рік видання | Серія / Цикл       | видавець |
| ----------------------------------- | ----------- | ------------------ | -------- |
| під іменем Лайла Хіетамієс          |             |                    |          |
| Lehmusten kaupunki                  | 1972        | Lehmusten kaupunki | Otava    |
| Unohduksen lumet                    | 1973        | Lehmusten kaupunki | Otava    |
| Käden kosketus                      | 1974        |                    | Otava    |
| Elämän huipulla                     | 1974        |                    | Otava    |
| Rakkaani tuli vuorilta              | 1975        |                    | Otava    |
| Kukkivat kummut                     | 1976        | Lehmusten kaupunki | Otava    |
| Maan väkevän lapset                 | 1977        | Hamina             | Otava    |
| Kaikilla elämän kaipuu              | 1978        | Hamina             | Otava    |
| Kuin tuuli tähkäpäissä              | 1979        |                    | Otava    |
| Mäeltä näkyy toinen mäki            | 1980        | Kannas             | Otava    |
| Maa suuri ja avara                  | 1981        | Kannas             | Otava    |
| Hylätyt talot, autiot pihat         | 1982        | Kannas             | Otava    |
| Vierailla poluilla, oudoilla ovilla | 1983        | Kannas             | Otava    |
| Edessä elämän virrat                | 1984        | Kannas             | Otava    |
| Pilvissä taivaanlaiva               | 1986        | Laatokka           | Otava    |
| Maan kämmenellä                     | 1987        | Laatokka           | Otava    |
| Valamon yksinäinen                  | 1988        | Laatokka           | Otava    |
| Jäiden soitto                       | 1989        | Laatokka           | Otava    |
| Valkeat yöt                         | 1990        | Laatokka           | Otava    |
| Valoa kohti                         | 1991        | Laatokka           | Otava    |
| Vienan punainen kuu                 | 1992        |                    | Otava    |
| Sonja                               | 1993        | Sonja              | Otava    |
| Valkoakaasiat                       | 1994        | Sonja              | Otava    |
| Myrskypilvet                        | 1995        | Sonja              | Otava    |
| Satakielimetsä                      | 1996        | Sonja              | Otava    |
| Viktoria                            | 1997        | Sonja              | Otava    |
| Kylä järvien sylissä                | 1998        | Anni               | Otava    |
| Siniset Viipurin illat              | 1999        | Anni               | Otava    |
| Kesän korkea taivas                 | 2000        | Anni               | Otava    |
| Syksyksi kotiin                     | 2001        | Lehmusten kaupunki | Otava    |
| Koivu ja tähti                      | 2002        | Lehmusten kaupunki | Otava    |
| Siellä jossakin                     | 2003        | Lehmusten kaupunki | Otava    |
| Kallis kotimaa                      | 2004        | Lehmusten kaupunki | Otava    |
| під іменем Лайла Хірвісаарі         |             |                    |          |
| Kruununpuisto                       | 2005        | Imatra             | Otava    |
| Myrskyn edellä                      | 2006        | Imatra             | Otava    |
| Grand Hotel                         | 2007        | Imatra             | Otava    |
| Vuoksen helmi                       | 2008        | Imatra             | Otava    |
| Pihkovan kellot                     | 2009        | Imatra             | Otava    |
| Minä, Katariina                     | 2011        | Katariina          | Otava    |
| Me, Keisarinna                      | 2013        | Katariina          | Otava    |
| Hiljaisuus                          | 2016        |                    | Otava    |

Інші твори
- Joulumuisto, Gummerus 1985

П'єси
- Unohduksen lumet, прем'єра в лютому 1975 року в Лаппеенрантському міському театрі
- Olga, прем'єра в березні 1977 року в Лаппеенрантському міському театрі
- Muuttolinnut, прем'єра в листопаді 1992 року в Лаппеенрантському міському театрі
- Keisarin perhe ja pyhä paholainen, прем'єра у вересні 1993 року в Фінському національному театрі
- Katariina Suuri, прем'єра у вересні 1996 року у Фінському національному театрі
- Maan kämmenellä, аранжування разом з Пану Райала, прем'єра в літньому театрі Пийник 17 червня 1998 р.
- Mannerheim − mies moneksi, прем'єра 24.03.1999 у Фінському національному театрі

## Нагороди та визнання
Лайла Хірвісаарі удостоєна численних нагород і відзнак: 
- Літературна премія Меморіального фонду П. Е. Свінхуфвуда 1973
- Нагорода визнання Великого фінського книжкового клубу 1979 та 1983
- Нагорода Кір'япелло 1987
- Державна премія з літератури 1988 року за книгу Maa kämmenelle.
- Премія «Літературна Карелія» 1988 року за книгу Valamon sikninäinen
- Премія Lukijan Finlandia 1993 за книгу Sonja
- Медаль Pro Finlandia 1993
- Письменницька стипендія 1997
- Нагрудний знак Pro Carelia 2000
- Вчене звання почесного професора 2002
- Поштова марка 2010 року
- Премія Спілки письменників Фінляндії 2011 [14]
- Номінація на Фінляндську премію 2011 (Minä, Katariina)[15]
- Премія Вейо Мері 2015[16]
- Хрест Свободи 4 ступеню 2017